# Salqin
Salqin (tiếng Ả Rập: سلقين) là một thị trấn ở Syria, một phần hành chính của Tỉnh Idlib.  Các địa phương gần đó bao gồm Kafr Takharim ở phía đông nam, Abu Talha ở phía nam, Dalbiyah ở phía tây nam, al-Alani ở phía tây bắc và Isqat ở phía đông bắc. Salqin là trung tâm của nahiya (phó huyện). Nó có dân số 23.700 vào năm 2004. Cư dân của nó chủ yếu là người Hồi giáo Sunni, mặc dù cũng có một cộng đồng Alawite nhỏ.
Thị trấn nằm ở phía nam thung lũng sông Orontes và có độ cao 460 mét so với mực nước biển. Ô liu và các loại cây ăn quả khác bao quanh Salqin. Nó xuất khẩu sản phẩm từ những vườn cây cũng như rau. Nông nghiệp được duy trì bởi số lượng lớn các lò xo ở Salqin.

## Lịch sử
Theo truyền thuyết, thành phố là nơi cư trú mùa hè của Seleukos I, do đó việc đặt tên. Một dòng chữ, được tìm thấy trên một hòn đá giữa hai cây bách trong làng, có niên đại từ năm 98 trước Công nguyên.
Salqin được nhà sử học Hồi giáo thời trung cổ Izz al-Din ibn Shaddad al-Halabi nhắc đến là nơi có một trong 22 pháo đài bị bỏ hoang hoặc bị hủy hoại ở vùng Aleppo, có khả năng bị giải tán hoặc phá hủy trong cuộc xâm lược của người Mông Cổ ở Syria vào giữa thế kỷ 13. Những người Mamluk giành được quyền lực trong khu vực vào thời điểm đó đã không xây dựng lại pháo đài ở Salqin.
Một cựu bộ trưởng giáo dục và hai cựu thống đốc của Homs và Raqqah đến từ Salqin. Vào tháng 11 năm 2012, trong cuộc nội chiến ở Syria, phiến quân Syria đã chiếm được thị trấn từ lực lượng chính phủ. Theo các nhà hoạt động chống chính phủ, khoảng 70% cư dân của Salqin vẫn ủng hộ chính phủ Bashar al-Assad vào tháng 1/2013. Điều này đã dẫn đến căng thẳng, và giết chết một số nhà hoạt động ủng hộ Assad.

## Khí hậu
| Dữ liệu khí hậu của {{{location}}} | Dữ liệu khí hậu của {{{location}}} | Dữ liệu khí hậu của {{{location}}} | Dữ liệu khí hậu của {{{location}}} | Dữ liệu khí hậu của {{{location}}} | Dữ liệu khí hậu của {{{location}}} | Dữ liệu khí hậu của {{{location}}} | Dữ liệu khí hậu của {{{location}}} | Dữ liệu khí hậu của {{{location}}} | Dữ liệu khí hậu của {{{location}}} | Dữ liệu khí hậu của {{{location}}} | Dữ liệu khí hậu của {{{location}}} | Dữ liệu khí hậu của {{{location}}} | Dữ liệu khí hậu của {{{location}}} |
| Tháng                              | 1                                  | 2                                  | 3                                  | 4                                  | 5                                  | 6                                  | 7                                  | 8                                  | 9                                  | 10                                 | 11                                 | 12                                 | Năm                                |
| ---------------------------------- | ---------------------------------- | ---------------------------------- | ---------------------------------- | ---------------------------------- | ---------------------------------- | ---------------------------------- | ---------------------------------- | ---------------------------------- | ---------------------------------- | ---------------------------------- | ---------------------------------- | ---------------------------------- | ---------------------------------- |
| [ cần dẫn nguồn ]                  |                                    |                                    |                                    |                                    |                                    |                                    |                                    |                                    |                                    |                                    |                                    |                                    |                                    |